# Galoismeetkunde

Het Fano-vlak, het projectieve vlak over het eindige lichaam/veld met twee elementen, is een van de eenvoudigste objecten in de galoismeetkunde.

In de eindige meetkunde, een deelgebied van de wiskunde, is de galoismeetkunde een meetkunde over een eindig lichaam/veld (een "galoislichaam/veld"). Galoismeetkunde speelt met name een rol in de algebraïsche en analytische meetkunde.
Objecten van studie zijn onder meer vectorruimten, affiene ruimten en projectieve ruimten over eindige lichamen/velden. Enger gedefinieerd kan een 'galoismeetkunde worden gezien als een projectieve ruimte over een eindig lichaam/veld.